# مورچه‌پیپت جنوبی
مورچه‌پیپت جنوبی (نام علمی: Corythopis delalandi) گونه‌ای از پرندگان تیرهٔ ژیان‌مرغان (Tyrannidae) است که آرژانتین، بولیوی، برزیل و پاراگوئه یافت می‌شود.